# Patriot (comics)
Pour les articles homonymes, voir Patriot et Patriote.
Patriot est le pseudonyme de plusieurs personnages de fiction successifs appartenant à l'univers Marvel de la maison d'édition Marvel Comics. Il est apparu pour la première fois dans Human Torch Comics #4, en 1941.

## Biographie des personnages

### Jeffrey «Jeff» Mace
Jeffrey Solomon Mace est un journaliste du Daily Bugle, qui survécu aux attaques terroristes d'Helmut Zemo, le menant à être recruté par le Général de Brigade Glenn Talbot pour participer à une expérimentation qui lui donna une super-force et lui fit devenir le Patriot.

### Elijah Bradley
Elijah Bradley est le petit-fils d'Isaiah Bradley, le « Captain America Noir » créé par l'armée américaine qui travailla sur des soldats d'origine afro-américaine. Tout comme son père Josiah X, il ignora longtemps qui était son grand-père.

## Pouvoirs
Tout en utilisant secrètement sa formule MGH spécialement conçue, Eli Bradley possédait une agilité, une force, une vitesse, une endurance et un temps de réaction supérieurs à ceux des super soldats normaux comme son grand-père et Captain America, mais à un coût physique et mental élevé. Après avoir reçu une transfusion sanguine de son grand-père, Eli a développé de véritables capacités de super soldat où sa force, son endurance, sa vitesse, ses réflexes, son agilité, sa durabilité, sa peau pare-balles, son facteur de guérison et ses sens sont surhumains. Dans Civil War #2, Eli semble posséder toutes les capacités physiques d'un super soldat. Il est capable de distancer un hélicoptère, d'ignorer une pluie de fléchettes tranquillisantes, de sauter à une centaine de mètres dans les airs et de survivre à une explosion massive.17 Patriot porte une réplique du Captain America original, écrasé, un bouclier chauffant, semblable à celui non peint. celui porté à l’origine au combat par son grand-père Isaiah. Il comporte également des étoiles métalliques blanches reprenant le dessin de celles du drapeau américain.

## Apparitions dans d'autres médias
Interprété par Jason O'Mara (Jeffrey Mace) et Elijah Richardson (es) (Elijah Bradley) dans l'univers cinématographique Marvel

### Télévision
Jeffrey Mace :
- 2016 : Marvel's Agents of SHIELD : Vendetta (Slingshot)
- 2016-2017 : Marvel : Les Agents du SHIELD

Elijah Bradley :
- 2021 : Falcon et le Soldat de l'Hiver sous son identité civile.

### Film
Elijah Bradley :
- 2024 : Captain America: Brave New World (scènes coupées)